# Michael Wächter
Michael Wächter (* 3. Juli 1986 in Leipzig) ist ein deutscher Schauspieler und Hörspielsprecher.

## Leben
Er besuchte die Thomasschule zu Leipzig, später machte er einen US-amerikanischen Schulabschluss an der Theodore Roosevelt High School of the Performing Arts in Fresno, Kalifornien. Nach dem Abitur studierte er von 2006 bis 2010 an der Hochschule für Schauspielkunst „Ernst Busch“ Berlin.
Von 2010 bis 2015 war er Mitglied des Ensembles des Deutschen Nationaltheaters Weimar, wo er u. a. in der Titelrolle in Merlin und dem Menschenfeind, als Marinelli in Emilia Galotti, als Astrow in Onkel Wanja sowie als Raskolnikow in Schuld und Sühne zu sehen war. Er inszenierte Liederabende sowie Jon Fosses Die Nacht singt ihre Lieder im Weimarer E-Werk. Dort schrieb und konzipierte er auch seine Show Wächters Freunde im Late-Night-Format, wo u. a. die Sopranistin Catherine Foster, der Schauspieler Dominique Horwitz sowie Entertainer Harald Schmidt zu Gast waren. Von 2013 bis 2015 lief seine gemeinsam mit Stefan Hasselmann entwickelte Show Zwei nach Zehn auf Radio Lotte. 2015 spielte er in der Uraufführung von Edward II. Die Liebe bin ich von Ewald Palmetshofer bei den Wiener Festwochen.
Von 2015 bis 2019 war er Ensemblemitglied des Theaters Basel und wurde mehrfach zum Berliner Theatertreffen eingeladen (u. a. mit Ulrich Rasches Inszenierung Woyzeck). Wiederholt arbeitete er dort mit Calixto Bieito (als Orest in Oresteia), Antonio Latella (als Ödipus und als Athos in Drei Musketiere), Miloš Lolić, Nora Schlocker und Simon Stone (als Joe in Engel in Amerika, als Theo in Drei Schwestern) zusammen. Ebenfalls mit einer Inszenierung von Simon Stone war er am Wiener Akademietheater in der Uraufführung von Hotel Strindberg nach August Strindberg zu sehen. Die Inszenierung wurde 2018 sowohl zum Berliner Theatertreffen als auch zum Ingmar Bergman International Theatre Festival nach Stockholm eingeladen.
Von 2019 bis 2024 war er Ensemblemitglied des Münchener Residenztheaters. Er arbeitete u. a. als Gastdozent an der Otto-Falckenberg-Schule.
Seit der Spielzeit 2024/25 ist er Ensemblemitglied des Burgtheaters in Wien.
((Hinweis zur Vorbeugung von Verwechselungen: Es gibt einen gleichnamigen Buchautor Michael Wächter, geb. 1959, aus Münster – zufällige Namensvettern))

## Auszeichnungen und Nominierungen
- 2008: Jurypreis 100gradfestival Berlin für „Berlin Alexanderplatz oder was“ (Regie: Pedro Martins Beja)
- 2008: Bensheimer Theaterpreis[2] für „Sallinger“ (Regie: Maik Priebe)
- 2016: Nestroypreis für „Engel in Amerika“ (Beste deutschsprachige Aufführung/Auszeichnung)
- 2016: Nestroypreis für „Drei Schwestern“ (Beste deutschsprachige Aufführung/Nominierung)
- 2017: Schauspieler des Jahres in der Kritikerumfrage „Theater Heute“ für „Drei Schwestern“ (Nominierung)
- 2017: Nachwuchsschauspieler des Jahres in der Kritikerumfrage „Theater Heute“ für „Drei Schwestern“ (Auszeichnung)
- 2017: Alfred-Kerr-Darstellerpreis beim Theatertreffen Berlin für „Drei Schwestern“
- 2020: Kurt-Meisel-Förderpreis

## Theater (Auswahl)
- 2010–2015: Deutsches Nationaltheater Weimar
- 2015: Schauspielhaus Wien/Wiener Festwochen
- 2015–2019: Theater Basel
- 2019–2024: Residenztheater München
- seit 2024: Burgtheater Wien

## Hörspiele (Auswahl)
- 2010: Werner Bräunig: Wismutspiel. Szenen aus dem Roman Rummelplatz von Werner Bräunig – Bearbeitung, Dramaturgie und Regie: Gabriele Bigott (Hörspielbearbeitung – RBB/WDR)
- 2010: Holger Siemann: Alles ist Erpel – Dramaturgie und Regie: Gabriele Bigott (Original-Hörspiel – RBB)
  - Auszeichnungen: Hörspiel des Monats Februar 2010 und Zonser Hörspielpreis 2010
- 2010: Christian von Ditfurth: Lüge eines Lebens (1. Teil) (Typ 2) – Regie: Andrea Getto (Hörspielbearbeitung, Kriminalhörspiel – DLR)
- 2015: Simone Müller: Jackpot Schicksal (3. Teil: Der Laden) – Regie: Simone Müller (Originalhörspiel, Kurzhörspiel – Simone Müller/SWR2)
- 2017: Robert Weber: Kilroy was here (5. und 6. Folge der 2. Staffel: Blackout/Iron sky) (Copilot/Aldrin) – Regie: Mark Ginzler (Originalhörspiel – SWR/SRF)
- 2017: Lorenz Langenegger, Philipp Schaufelberger: Der Karlssonsche Magnet  – Regie: Susanne Janson (Originalhörspiel – SRF)
- 2018: Lukas Holliger: Verfluchte Hitze – Regie: Mark Ginzler (Originalhörspiel – SRF)
- 2019: Matthias Berger, Gion Mathias Cavelty, Lukas Holliger: Radio-Tatort: Der dunkle Kongress – Dramaturgie und Regie: Susanne Janson (Originalhörspiel, Kriminalhörspiel – SRF)
- 2021: Franz Dobler: ARD Radio Tatort: Killer und Kollegen – Regie: Ulrich Lampen (Originalhörspiel – BR)